# Badfinger
Badfinger est un groupe de power pop gallois fondé à Swansea en 1965 sous le nom de The Iveys. Le groupe se renomme Badfinger en 1969.

## Biographie
Pete Ham et Ron Griffiths jouent ensemble depuis 1961 sous le nom The Iveys avec plusieurs autres musiciens. En 1968, alors complété de Tom Evans et Mike Gibbins, le groupe est découvert par Mal Evans, l'ancien roadie des Beatles et membre de leur maison de disques Apple. Badfinger devient le premier groupe de l'« écurie » du nouveau label. L'année suivante, ils y enregistrent l'album Maybe Tomorrow sous leur nom d'origine dont le single homonyme est bien accueilli mais qui ne sera tout de même pas un grand succès,. Voulant revenir à un son plus rock, le groupe veut se forger une nouvelle identité. John Lennon suggère de les rebaptiser « Price » tandis que Paul McCartney préfère « Home ». Ce sera finalement Badfinger, suggéré par Neil Aspinall, en référence à « Badfinger Boogie », un titre de travail de la chanson With a Little Help from My Friends.
Leur premier succès, Come and Get It, est écrit et produit par Paul McCartney (sa démo peut être entendue sur l'album Anthology 3 des Beatles) et enregistré le 5 décembre 1969. La chanson est destinée au film The Magic Christian mettant en vedette Peter Sellers et Ringo Starr. Elle est sortie en 45 tours, sur la bande-son du film et sur Magic Christian Music, le 33 tours du groupe. On entend aussi sur la bande-son et l'album de Badfinger le délicat Carry On Till Tomorrow en plus de la face B du single, Rock of All Ages, toutes deux aussi produites par McCartney. Au moment de la sortie du disque, Ron Griffiths quitte le groupe et Joey Molland le remplace.
Avec George Harrison, Badfinger participe à l'enregistrement de All Things Must Pass et est invité au concert caritatif pour le Bangladesh en guise de musiciens accompagnateurs sans y jouer un de leurs succès. Puis Joey Molland et Tom Evans sont invités à jouer de la guitare acoustique sur la chanson I Don't Want to Be a Soldier de l'album Imagine de John Lennon. Leur second album No Dice obtient un excellent accueil. En 1971, le groupe publie son album de référence : Straight Up. Cette année-là, Harry Nilsson reprend Without You de Pete Ham et Tom Evans, et en fait un numéro 1 international (ce titre sera chanté aussi par Mariah Carey en 1993). Le groupe est à son apogée.
Pourtant, après avoir laissé un dernier album, Ass, qui comprend notamment Timeless et Apple of My Eye, Badfinger, en quittant Apple Corps en 1974 pour la Warner, entre dans une période qui va lui être fatale. Mal produit et mal entouré, le groupe entame mal sa carrière sous son nouveau label, en réalisant l'album Badfinger. Bien que contenant quelques bonnes chansons (dont Lonely You), celui-ci est un échec commercial.
L'album suivant, Wish You Were Here, enregistré en 1974 au Colorado, est accueilli par des critiques enthousiastes et se vend très honorablement. Mais les problèmes juridiques mettent un terme au groupe, malgré l'enregistrement d'un 3e album Head First, qui ne sera pas commercialisé pour cause de poursuites juridiques lancées par Warner Bros. contre la société de management du groupe, « Badfinger Enterprises, Inc. ».
En proie à la dépression, Pete Ham se pend en mai 1975. Après plusieurs tentatives pour perpétuer Badfinger (les disques Airwaves et Say No More), Tom Evans se suicide de la même manière en 1983. En 1986, Molland et Gibbins reforment Badfinger, jusqu'à la séparation définitive en 1990. À noter sur leur album de 1981, Say No More, la présence à l'orgue et au piano de Tony Kaye de Yes.
Aujourd'hui, il existe un réel regain d'intérêt pour Badfinger, ce qui a permis de commercialiser Badfinger in Concert, enregistrement BBC de 1972 et 1973 et surtout l'album inédit Head First en 2000, duquel se démarque le titre Passed Fast.
En juin 2006, à Swansea, une convention a réuni Jackson, Griffiths, et différents membres des familles de Ham, Evans et Gibbins. En 2013, leur chanson Baby Blue a été utilisée pour clore la série Breaking Bad.

## Les membres du groupe
- Pete Ham (William Peter Ham) : chant, guitare et claviers. Né le 27 avril 1947 à Swansea, Pays de Galles. Il se suicide le 24 avril 1975
- David Jenkins : guitare et chant pour The Iveys.
- Ron Griffiths (Ronald Llewellyn Griffiths) : guitare basse. Né le 2 octobre 1946. Quitte The Iveys en 1970, au moment où le groupe devient Badfinger.
- Tom Evans (Thomas Evans) : chant et Guitare basse. Né le 5 juin 1947 à Liverpool, rejoint le groupe en 1967. Il se suicide le 19 novembre 1983
- Mike Gibbins (Michael George Gibbins) : batterie. Né le 19 mars 1949 à Swansea, Pays de Galles. Il meurt dans son sommeil le 4 octobre 2005, d'une cause inconnue.
- Joey Molland (Joseph Charles Molland) : chant et guitare. Né le 21 juin 1947 à Liverpool. Il meurt le 1er mars 2025.
- Rob Stawinsky : batterie durant la tournée américaine de 1972.
- Bob Jackson : guitare, claviers. Né le 6 janvier 1949. Remplace temporairement Joey Molland en 1974.
- Joe Tansin : guitare et chant en 1978.
- Kenny Harck : batterie en 1978, est rapidement remplacé par Mike Gibbins qui reprend sa place.
- Tony Kaye : piano, orgue, anciennement de Yes, sera avec le groupe de 1979 à 1981. Joue sur l'album Say No More de 1981.
- Peter Clarke : batterie en 1979.
- Ian Wallace : batterie, l'ancien batteur de King Crimson remplace Peter Clarke en 1979.
- Rod Roach : guitare en 1980.
- Richard Bryans : batterie, remplace Ian Wallace en 1980.
- Glen Sherba : guitare.

## Discographie
- Maybe Tomorrow (1968) : publié sous le nom The Iveys
- Magic Christian Music (1970)
- No Dice (1970)
- Straight Up (1971)
- Ass (1973)
- Badfinger (1974)
- Wish You Were Here (1974)
- Airwaves (1979)
- Say No More (1981)
- Day After Day Live (en) (1990, enregistré en 1974)
- BBC in Concert 1972-3 (en) (1997)
- Head First (en) (2000, enregistré en 1974)